# Vukotić di Čevo
I Vukotić di Čevo sono una famiglia della primaria nobiltà montenegrina, imparentata con la dinastia dei Petrović-Njegoš, oltre che con altre famiglie di serdar montenegrine, quali i Martinović di Bajice i Vrbica.
Hanno ricoperto la carica ereditaria di serdar, quella di voivoda (talvolta tradotto come duca), di governatore delle Bocche di Cattaro, di capitano degli Ozrinić nella giurisdizione di Katun del Vecchio Montenegro. Loro esponenti hanno fatto parte del Senato montenegrino, sono stati ministri e primi ministri del Principato e del Regno del Montenegro.
Il capostipite della Casa dei Vukotić fu il serdar Vukota Vukašinović (di cui si conservano notizie tra il 1685 e il 1717). Dal ramo dei Perković-Vukotić discesero la regina Milena del Montenegro e il serdar Janko Vukotić, generale e politico montenegrino poi generale dell'esercito del Regno di Jugoslavia.

## Storia

### Origini
Originari del Monte Ozren, nell'attuale Bosnia Erzegovina, regione del Vecchio Montenegro, il fondatore del clan dei Vukotić è considerato Vukota Vukašinović, figlio di Vukašin Dragojević. Menzionato nei documenti d'archivio tra il 1685 e il 1717, fu il capitano di tutto il Montenegro nel 1713 e il primo governatore del Montenegro nel 1717. 
Il figlio Đikan Vukotić fu nominato dai Veneziani primo governatore delle Bocche di Cattaro e del Montenegro.

### Vukotić-Perković
Da Perko Šaletov Vukotić, morto a 33 anni in un'imboscata a Nikšić mentre era in missione su ordine del vescovo Petar, e dalla di lui moglie Rizna (Rožna) Nikčević di Pješivac discende la linea dei Vukotić-Perković, alla quale appartennero la regina Milena del Montenegro e il serdar Janko Vukotić.
Figli di Perko furono Stevan Perkov Vukotić (— 1867) e Mašan Perkov Vukotić (-1861), che si distinse nella battaglia di Grahovac (1858). Dal matrimonio con Veruša Bošković di Orja Luka di Bjelopavlić nacquero Stanko (serdar), Nikola, Baleta. Stanko M. Vukotić (1809–1907) fu serdar (1861), capitano di Ozrinić a Katunska nahija (1866), capo distretto di Bjełopavlić (1871), membro del Senato (1874), luogotenente del principe (1878). Da lui nacque il serdar Janko Vukotić.

#### Stevan Perkov Vukotić

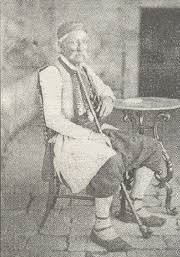
Il serdar Stevan Perkov Vukotić

Stevan Perkov Vukotić (? — 1867) fu un uomo politico, senatore, serdar e anziano della giurisdizione di Katun. Il figlio Petar ottenne il titolo di voivoda (duca) e fu padre della regina Milena.
Su sua proposta e del senatore Filip Đurašković la medaglia al valor militare fu dedicata all'eroe serbo Miloš Obilić che, nel XIV secolo, si batté per l'indipendenza dell'area dal giogo ottomano, uccidendo il sultano Murad I .

#### Petar Vukotić
Petar Vukotić (Ozrinići 1826 - 1907) fu un voivoda del Montenegro e vicepresidente del Senato.
Figlio del serdar Stevan Perkov Vukotić e di Stana Milić, difese il Montenegro nel primo attacco di Omar Pascià nel 1852-1853, poi guidò l'esercito montenegrino nella Grande Guerra del 1876-1878. Ebbe un ruolo importante nella battaglia di Vučji Do, dove la sua brigata prese d'assalto le unità di Selim Pascià.
Dalla moglie Jelena Vojvodić ebbe quattro figli: Šal, Matan, Šćepan e Milena. Amico fraterno del granduca Mirko Petrović-Njegoš, acconsentì alle nozze della figlia Milena con Nicola, figlio di Mirko, futuro principe (1860-1910) e re del Montenegro (1910-1918).